# Calabasas Pro Tennis Championships 2003
Il Calabasas Pro Tennis Championships 2003 è stato un torneo di tennis facente parte della categoria ATP Challenger Series nell'ambito dell'ATP Challenger Series 2003. Il torneo si è giocato a Calabasas negli Stati Uniti dal 7 al 13 aprile 2003 su campi in cemento.

## Vincitori

### Singolare
Jérôme Golmard ha battuto in finale  Lars Burgsmüller con il punteggio di 6–3, 7–5

### Doppio
Justin Gimelstob /  Scott Humphries hanno battuto in finale  Kevin Kim /  Jim Thomas con il punteggio di 6–3, 6–3